# Afrocrania
Afrocrania es un género de escarabajps                                                               (Coleoptera) de la familia Chrysomelidae.

## Especies
Las especies de este género son:
- Afrocrania assimilis Weise, 1903
- Afrocrania foveolata Karsch, 1882
- Afrocrania kaethae Middelhauve & Wagner, 2001
- Afrocrania kakamegaensis Middelhauve & Wagner, 2001
- Afrocrania latifrons Weise, 1892
- Afrocrania longicornis Middelhauve & Wagner, 2001
- Afrocrania luciae Middelhauve & Wagner, 2001
- Afrocrania ubatubae Middelhauve & Wagner, 2001